# Deutsche Presse-Agentur

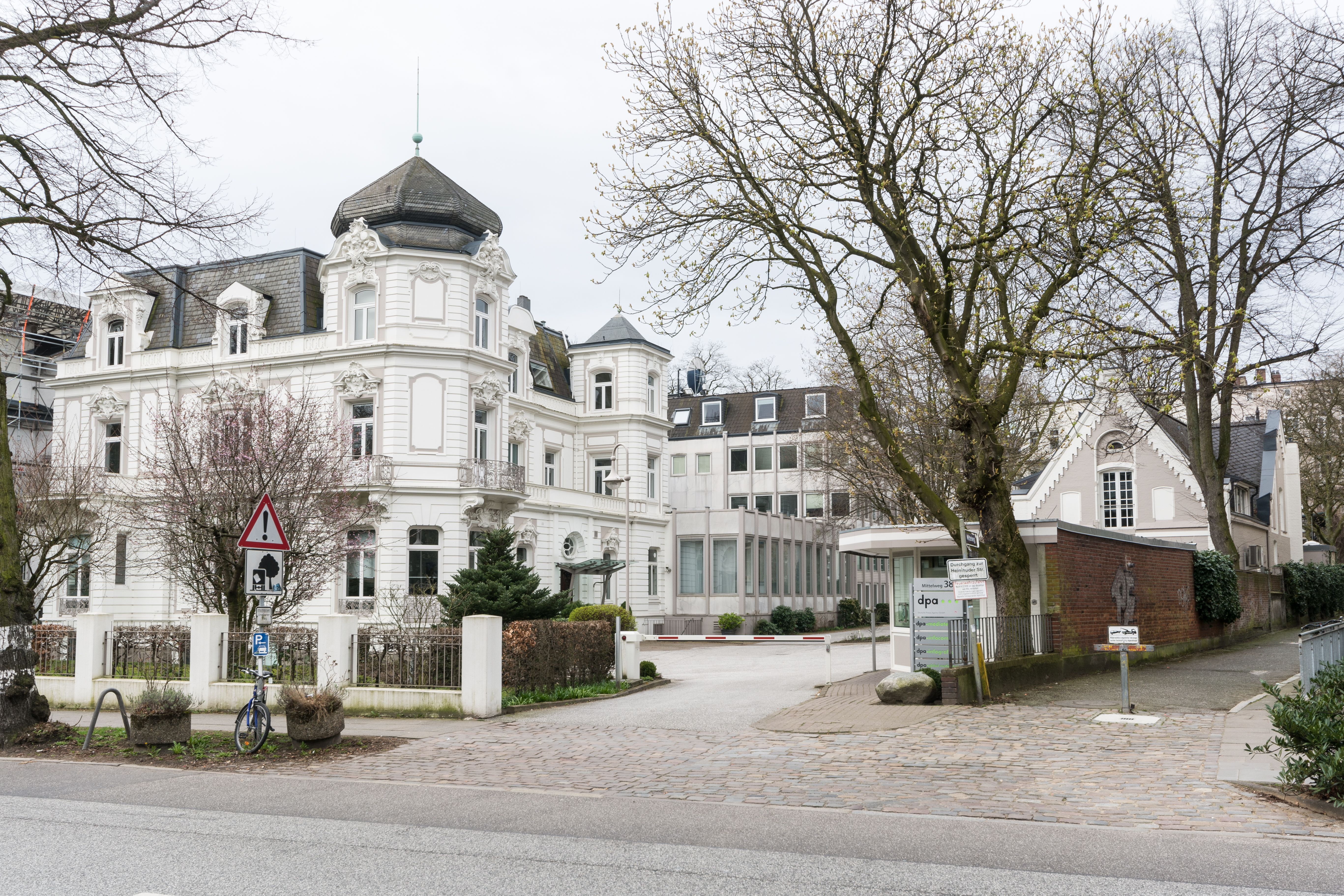
La Deutsche Presse-Agentur en Hamburgo

La dpa Deutsche Presse-Agentur GmbH (Agencia Alemana de Prensa) es la mayor agencia de noticias de Alemania y una de las mayores del mundo. Fue fundada en 1949 y su redacción central está en Hamburgo. Dispone de corresponsalías y colaboradores en un centenar de países y ofrece servicios de noticias y contenidos multimedia en alemán, inglés, español y árabe. Su plantilla, incluyendo a sus diversas subsidiarias, asciende a 1200 personas a nivel mundial.
En 2010, la casa matriz registró una facturación de 87,8 millones de euros, sin incluir subsidiarias ni participaciones.

## Estructura empresarial
La DPA es una sociedad limitada (GmbH) propiedad de los principales medios de comunicación alemanes. Entre sus cerca de 190 accionistas se encuentran empresas editoras de periódicos y revistas, así como cadenas de radio y televisión. Los socios no pueden adquirir más del 1,5% del capital social, mientras que las emisoras de radio y televisión solo pueden poseer en conjunto un máximo del 25%. Según sus estatutos, DPA debe ejercer su tarea informativa  con “imparcialidad e independencia frente a las influencias de partidos, ideologías, grupos económicos y financieros y gobiernos”.
Desde el 1 de enero de 2010, su director editorial es Wolfgang Büchner, hasta entonces director de la edición digital del semanario alemán Der Spiegel.
Su gerente general es Michael Segbers, mientras que Karlheinz Röthemeier es el presidente del consejo de vigilancia.

## Presencia en Alemania
En el verano de 2010, DPA trasladó su redacción central de Hamburgo a Berlín, donde ocupa una superficie de aproximadamente 3500 metros cuadrados en un moderno edificio de oficinas.
El “dpa-Basisdienst” es el principal servicio noticioso de la agencia para medios alemanes, con unas 800 noticias diarias en las secciones de política, economía, cultura, deporte y misceláneas. Además, DPA produce 12 servicios de noticias regionales. Los servicios de fotografía de DPA en Alemania emiten diariamente unas 350 imágenes.

## Presencia internacional
DPA es una de las cinco mayores agencias de noticias a nivel mundial junto a la canadiense-británica Reuters, la estadounidense Associated Press (AP), la francesa Agence France-Presse (AFP) y la española Agencia EFE.
El servicio en inglés de DPA tiene su central en Berlín y redacciones regionales en Washington y Bangkok. El servicio en español es producido conjuntamente por las redacciones de Madrid y Buenos Aires. La central del servicio en árabe se encuentra en El Cairo.

## Servicio en español
En 2010, el servicio en español de DPA celebró su 50 aniversario. Cuenta con más de 100 profesionales y produce a diario un promedio de 250 noticias de todos los ámbitos. Sus principales mercados son Argentina, España, México y Venezuela. El director de la redacción española es desde el 1 de enero de 2011 el periodista argentino Esteban Bayer, quien sustituyó al boliviano Juan Carlos Salazar del Barrio después de 12 años al frente del servicio.
El 20 de noviembre de 2018, y luego de 60 años funcionando, la empresa alemana decidió poner fin a su versión en este idioma, dejando sin trabajo a alrededor de 17 profesionales argentinos junto a otros tantos de España, México, Alemania y distintas corresponsalías.  